# 素根辉
素根辉（日语：／ Sone Akira，2000年7月9日—）生于福冈县久留米市，是一名日本女子柔道运动员，主攻78公斤以上级。她的名字“辉”的由来是她的父母希望她能够成为世界范围内活跃的人。她家中有三个哥哥和一个姐姐，其中大哥比她大五岁，二哥和三哥都是双胞胎。她在七岁时开始练习柔道。素根辉所崇拜的柔道选手是中村美里。

## 外部連結
- 素根輝的Instagram帳戶